# Schizonycha matabelema
Schizonycha matabelema är en skalbaggsart som beskrevs av Louis Albert Péringuey 1908. Schizonycha matabelema ingår i släktet Schizonycha och familjen Melolonthidae. Inga underarter finns listade i Catalogue of Life.